# Бикертон
Бикертон (англ. Bickerton Island) — остров в западной части залива Карпентария (Северная территория, Австралия).

## География
Бикертон представляет собой небольшой остров, расположенный в западной части залива Карпентария, примерно посередине между полуостровом Арнем-Ленд и Грут-Айленд. Расстояние до континентальной части Австралии составляет 8 км, Грут-Айленда — 13 км. Площадь острова — 119,3 км². Длина береговой линии — 955,7 км. Высшая точка достигает 78 м.

## История
Остров открыт 4 января 1803 года британским мореплавателем Мэтью Флиндерсом, который назвал его в честь британского адмирала Ричарда Бикертона (англ. Sir Richard Bickerton, 2nd Baronet).

## Население
Численность населения Бикертона составляет около 140 человек. На острове имеется три поселения, крупнейшее из которых, Мильякбурра (англ. Milyakburra), расположено на восточном побережье острова. Бикертон в основном населяют австралийские аборигены, разговаривающие на языке Энинтильяква.